# 種田陽
種田 陽（たねだ はるひ、2005年4月28日 - ）は、埼玉県出身のプロサッカー選手。ポジションはミッドフィールダー（MF）。

## 経歴
小学校4年生から大宮アルディージャのアカデミーに入団した。小学校6年生の時、さいたまシティジュニアカップ2017でチームの初優勝に貢献しベストMF賞に輝いた。その後、U-15を経てU-18に昇格し、2022年から2023年まで2種登録選手としてトップチームに登録された。
2024年1月8日、同期の市原吏音と共にトップチームに昇格。3月13日のルヴァンカップFC岐阜戦でプロ初出場し、プロ初ゴールとなる決勝点を決めた。しかしアメリカの大学へ進学が決まったことから5月19日付けで双方合意で契約を解除した後、6月1日をもってチームを退団した。

## 所属クラブ
- 高砂SSS
- ネオスFC
- 2015年 - 2017年 大宮アルディージャジュニア
- 2018年 - 2020年 大宮アルディージャU-15
- 2021年 - 2023年 大宮アルディージャU-18
  - 2022年 - 2023年 大宮アルディージャ（2種登録選手）
- 2024年 - 同年6月  大宮アルディージャ

## 個人成績
| 国内大会個人成績 | 国内大会個人成績 | 国内大会個人成績 | 国内大会個人成績 | 国内大会個人成績 | 国内大会個人成績 | 国内大会個人成績 | 国内大会個人成績 | 国内大会個人成績 | 国内大会個人成績 | 国内大会個人成績 | 国内大会個人成績 |
| 年度             | クラブ           | 背番号           | リーグ           | リーグ戦         | リーグ戦         | リーグ杯         | リーグ杯         | オープン杯       | オープン杯       | 期間通算         | 期間通算         |
| 年度             | クラブ           | 背番号           | リーグ           | 出場             | 得点             | 出場             | 得点             | 出場             | 得点             | 出場             | 得点             |
| 日本             | 日本             | 日本             | 日本             | リーグ戦         | リーグ戦         | リーグ杯         | リーグ杯         | 天皇杯           | 天皇杯           | 期間通算         | 期間通算         |
| ---------------- | ---------------- | ---------------- | ---------------- | ---------------- | ---------------- | ---------------- | ---------------- | ---------------- | ---------------- | ---------------- | ---------------- |
| 2024             | 大宮             | 45               | J3               | 2                | 0                | 1                | 1                | 0                | 0                | 3                | 1                |
| 通算             | 日本             | 日本             | J3               | 2                | 0                | 1                | 1                | 0                | 0                | 3                | 1                |
| 総通算           | 総通算           | 総通算           | 総通算           | 2                | 0                | 1                | 1                | 0                | 0                | 3                | 1                |

- 2022年、2023年は2種登録選手。（共に公式戦出場無し）

## 代表歴
- 2022年 - U-17日本代表[2]